# Смаїлов Шевкет Серверович
Смаї́лов Шевке́т Серве́рович (крим. Şevket Server oğlu Smailov, нар. 7 червня 1963, СРСР) — український кримськотатарський політик, голова Чорноморського (Ак'мечитського) регіонального меджлісу (з 2012 року), приватний підприємець.

## Життєпис
Шевкет Смаїлов очолював місцевий меджліс села Міжводне (Ярилгач). 29 квітня 2012 року на регіональній конференції кримських татар Чорноморського району його було обрано Головою Чорноморського (Ак'мечитського) регіонального меджлісу кримськотатарського народу. За результатами таємного рейтингового голосування Смаїлов випередив інших кандидатів — Хаджі Сервера Бавбекова та Ісмета Селяметова.
За часів керівництва Смаїлова у селі Красносільське Чорноморського району було відкрито нову мечеть.
Окрім політики займався індивідуальною підприємницькою діяльністю.